# HMS Devonshire (1745)
Pour les autres navires du même nom, voir HMS Devonshire.
Le HMS Devonshire est un vaisseau de ligne de 3e rang de 66 canons de la Royal Navy britannique. Construit selon les « propositions » du 1719 Establishment aux chantiers navals de Woolwich Dockyard, il est lancé le 19 juillet 1745.

## Service dans laRoyal Navy
Il participe au siège de Lorient dès 1746 X.
Le HMS Devonshire sert jusqu'en 1772, date à laquelle il est démantelé.

## Sources et bibliographie
- (en) Cet article est partiellement ou en totalité issu de l’article de Wikipédia en anglais intitulé « HMS Devonshire (1745) » (voir la liste des auteurs).
- (en) Brian Lavery, The Ship of the Line - Volume 1: The development of the battlefleet 1650-1850 Conway Maritime Press, 2003,  (ISBN 0-85177-252-8).